# Ле Пастине (Латина)
Ле Пастине је насеље у Италији у округу Латина, региону Лацио.
Према процени из 2011. у насељу је живело 30 становника. Насеље се налази на надморској висини од 19 м.